# Fiskvik
Fiskvik is een plaats in de gemeente Nordanstig in het landschap Hälsingland en de provincie Gävleborgs län in Zweden. De plaats heeft 54 inwoners (2005) en een oppervlakte van 19 hectare. De plaats ligt aan de noordkant van het meer Älgerredssjön.